# Dia d'Àfrica
El Dia d'Àfrica se celebra el 25 de maig en commemoració de la fundació de l'Organització per a la Unitat Africana (OUA).

## Celebració
El 25 de maig de cada any se celebra el Dia d'Àfrica, commemorant la fundació de l'Organització per a la Unitat Africana (OUA), una organització regional que agrupava els estats del continent africà. Fou fundada el 25 de maig de 1963 (un any després de la dissolució de la Unió d'Estats Africans. Els seus objectius foren promoure la unitat i la solidaritat dels estats africans i servir com a altaveu col·lectiu del continent. També estava dedicada a posar final al colonialisme i promoure la cooperació internacional. La OUA fou reemplaçada el 9 de juliol del 2002 per la Unió Africana.
La Unió Africana (UA) és l'organització internacional 
de l'àmbit africà dedicada a incrementar la integració econòmica i política i a reforçar la cooperació entre els seus estats membres. La UA està inspirada en la Unió Europea.